# Knurów
Knurów é um município da Polônia, na voivodia da Silésia e no condado de Gliwice. Estende-se por uma área de 33,95 km², com 38 594 habitantes, segundo os censos de 2017, com uma densidade de 1136,8 hab/km².